# SuperLiga nordamericana 2009
La SuperLiga nordamericana 2009 è stata la terza edizione della SuperLiga, vi hanno partecipano le quattro migliori squadre della stagione 2008 della Major League Soccer e della Primera División de México che non hanno ottenuto la qualificazione per la CONCACAF Champions League 2009-2010.
Il torneo è stato vinto dalla squadra messicana dei Tigres che ha superato in finale gli statunitensi dei Chicago Fire.

## Qualificazione
Le squadre ammesse al torneo si sono qualificate in base a dei criteri stabiliti dalle rispettive federazioni.
La MLS ha annunciato che le squadre qualificate sarebbero state le prime quattro della classifica complessiva della regular season 2008 ad eccezione di quelle qualificate per l'edizione 2009-2010 della CONCACAF Champions League.
La federazione messicana ha annunciato che le squadre partecipanti alla manifestazione sarebbero state scelte sulla base della classifica complessiva dell'anno 2008 (Clausura 2008 e Apertura 2008) escludendo i club qualificati alla prossima edizione della CONCACAF Champions League. Il Chivas Guadalajara, pur avendo i requisiti per partecipare al torneo, non prende parte alla manifestazione avendo declinato l'invito.

## Squadre partecipanti
| Major League Soccer        | Major League Soccer |
| -------------------------- | ------------------- |
| Chicago Fire               | 3°                  |
| N.E. Revolution            | 4°                  |
| Chivas USA                 | 5°                  |
| K.C. Wizards               | 6°                  |
| Primera División de México |                     |
| San Luis                   | 1°                  |
| Santos Laguna              | 5°                  |
| Tigres UANL                | 7°                  |
| Atlas                      | 8°                  |

## Stadi
| Toyota Park          | The Home Depot Center | CommunityAmerica Ballpark | Gillette Stadium          |
| -------------------- | --------------------- | ------------------------- | ------------------------- |
| Bridgeview, Illinois | Carson, California    | Kansas City, Kansas       | Foxborough, Massachusetts |
| Capienza: 20.000     | Capienza: 27.000      | Capienza: 10.385          | Capienza: 69.000          |
|                      |                       |                           |                           |

## Gruppo A

### Classifica
| Squadra      | Pt. | PG | V | N | P | GF | GS | DR |
| ------------ | --- | -- | - | - | - | -- | -- | -- |
| Tigres UANL  | 6   | 3  | 2 | 0 | 1 | 5  | 5  | 0  |
| Chicago Fire | 6   | 3  | 2 | 0 | 1 | 3  | 2  | +1 |
| San Luis     | 4   | 3  | 1 | 1 | 1 | 4  | 3  | +1 |
| Chivas USA   | 1   | 3  | 0 | 1 | 2 | 2  | 4  | -2 |

### Partite
| Data       | Stadio                | Squadra #1   | Squadra #2  | Risultato |
| ---------- | --------------------- | ------------ | ----------- | --------- |
| 20/06/2009 | Toyota Park           | Chicago Fire | San Luis    | 1 - 0     |
| 20/06/2009 | The Home Depot Center | Chivas USA   | Tigres UANL | 1 - 2     |
| 23/06/2009 | Toyota Park           | Chicago Fire | Chivas USA  | 1 - 0     |
| 23/06/2009 | Toyota Park           | San Luis     | Tigres UANL | 3 - 1     |
| 27/06/2009 | Toyota Park           | Chicago Fire | Tigres UANL | 1 - 2     |
| 27/06/2009 | The Home Depot Center | Chivas USA   | San Luis    | 1 - 1     |

## Gruppo B

### Classifica
| Squadra         | Pt. | PG | V | N | P | GF | GS | DR |
| --------------- | --- | -- | - | - | - | -- | -- | -- |
| N.E. Revolution | 7   | 3  | 2 | 1 | 0 | 6  | 3  | +3 |
| Santos Laguna   | 4   | 3  | 1 | 1 | 1 | 5  | 5  | 0  |
| Atlas           | 2   | 3  | 0 | 2 | 1 | 0  | 1  | -1 |
| K.C. Wizards    | 2   | 3  | 0 | 2 | 1 | 2  | 4  | -2 |

### Partite
| Data       | Stadio                    | Squadra #1          | Squadra #2          | Risultato |
| ---------- | ------------------------- | ------------------- | ------------------- | --------- |
| 21/06/2009 | Gillette Stadium          | N.E. Revolution     | Santos Laguna       | 4 - 2     |
| 21/06/2009 | CommunityAmerica Ballpark | Kansas City Wizards | Atlas               | 0 - 0     |
| 24/06/2009 | Gillette Stadium          | N.E. Revolution     | Kansas City Wizards | 1 - 1     |
| 24/06/2009 | Gillette Stadium          | Santos Laguna       | Atlas               | 0 - 0     |
| 28/06/2009 | Gillette Stadium          | N.E. Revolution     | Atlas               | 1 - 0     |
| 28/06/2009 | CommunityAmerica Ballpark | Kansas City Wizards | Santos Laguna       | 1 - 3     |

## Semifinali
| Squadra 1       | Risultato | Squadra 2     |
| --------------- | --------- | ------------- |
| N.E. Revolution | 1 – 2     | Chicago Fire  |
| Tigres UANL     | 3 – 2     | Santos Laguna |

## Finale
| Arbitro: | Joel Aguilar |

|            |                      |            |
| Nyarko 10’ | Marcatori            | 31’ Itamar |
|            | Tiri di rigore 3 – 4 |            |